# Claude Dubufe
Claude-Marie Dubufe (Parigi, 1789 – La Celle-Saint-Cloud, 1864) è stato un pittore francese.

## Biografia

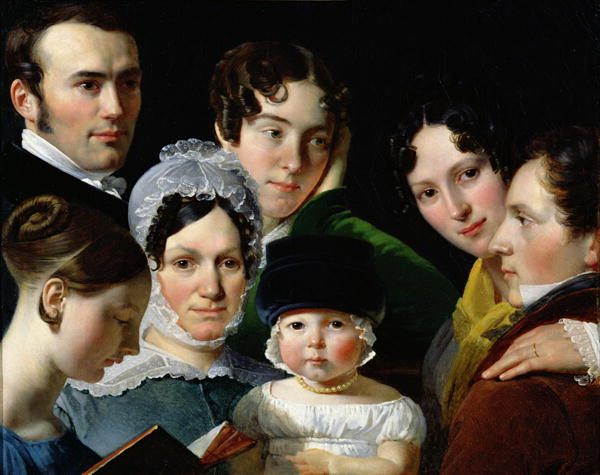
Ritratto della famiglia Dubufe

Era il figlio di Claude Dubufe e Marie-Geneviève Marot. Sua sorella, Joséphine-Anne, sposò Arnoult-Philibert de Pincepré, noto studioso ed interprete.
Fu allievo di Jacques-Louis David; dipinse scene mitologiche, quadri religiosi e ritratti. Le sue opere più famose sono Apollo e Ciparisso, ora al Museo di Avignone, ed il Ritratto del Marchese di Montesquiou, ora a Versailles.